# 梅德里·巴赫里
梅德里·巴赫里（提格里尼亚语：መረብ ምላሽ）是位于馬雷布河以北、厄立特里亚高地的一個埃塞俄比亚帝国半自治省。孟尼利克二世後來在《乌查勒条约》 中承认埃塞俄比亞帝國不再對梅雷布·梅拉什擁有主權 。